# فولتن (میسیسیپی)
فولتن (به انگلیسی: Fulton) شهری در ایالت میسیسیپی کشور ایالات متحده آمریکا است که جمعیت آن در سرشماری سال ۲۰۱۰ میلادی، ۳٬۹۶۱
نفر بوده‌است.